# Ga Jihaeng
Ga Jihaeng (Ga 104) là ga tàu điện ngầm trên Tuyến 1 của Tàu điện ngầm Seoul ở Jihaeng-dong, Dongducheon, Hàn Quốc. Nó mở cửa vào ngày 30 tháng 1 năm 2005 dịch vụ trên Tuyến Gyeongwon và Tàu điện ngầm Seoul bắt đầu gọi tại đây vào 15 tháng 12 năm 2006. Nhà ga cho phép truy cập vào trung học ngoại ngữ Dongducheon, trường tiểu học Jihaeng, tòa nhà nghiên cứu khoa học và văn phòng Songnae-dong, và những nơi khác.

## Bố trí ga
| ↑ Dongducheon Jungang |
| １２ \| ３４ \|       |
| Deokjeong ↓           |

| 1·2 | ●Tuyến 1 | ← Hướng đi Dongducheon · Soyosan · Jeongok · Yeoncheon      |
| 3·4 | ●Tuyến 1 | → Hướng đi Uijeongbu · Đại học Kwangwoon · Guro · Incheon → |

Kể từ tháng 11 năm 2017, cửa chắn sân ga trên sân ga 2 và sân ga 3 đã đi vào hoạt động.

## Lối thoát
- Lối thoát 1: Trường tiểu học Idan, phòng giáo dục Dongducheon, trạm cứu hỏa Dongducheon
- Lối thoát 2: Bưu điện Jihaeng, trường trung học Saengyeon
- Lối thoát 3: Văn phòng đăng ký Dongducheon, trường trung học phổ thông ngoại ngữ Dongducheon
- Lối thoát 4: Trường tiểu học Jihaeng, Tổng công ty Điện lực Hàn Quốc, trường trung học phổ thông Dongduchon Jungang, trường trung học Jungang